# Astrápia-de-arfak
A astrápia-de-arfak (Astrapia nigra) é uma espécie de ave-do-paraíso pertencente ao gênero Astrapia, nativa das Montanhas Arfak na Península de Volgelkop, Papua Ocidental.
Na natureza, a ave pode hibridizar com o bico-de-foice-preto (Epimachus fastosus), criando indivíduos que já foram considerados como uma espécie distinta, denominados de "Epimachus ellioti". Enquanto alguns ornitólogos ainda acreditam que esta ave é uma espécie distinta, possivelmente criticamente ameaçada ou mesmo extinta, muitos agora pensam que era apenas um híbrido entre as duas espécies.

## Estado de conservação
Sendo protegida por seu isolamento geográfico e vivendo em florestas primárias, é classificada como pouco preocupante na Lista Vermelha de Espécies Ameaçadas da IUCN. Também está listado no Apêndice II da CITES.